# 紳章

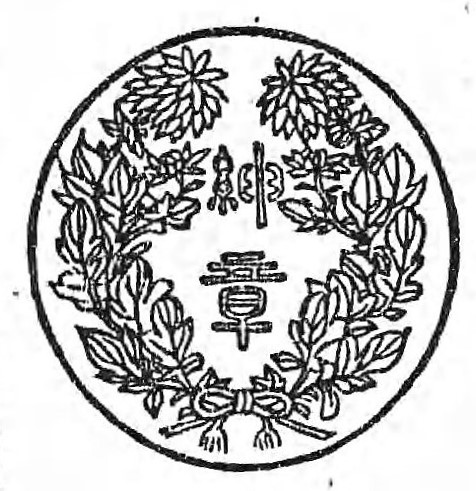
紳章

紳章（しんしょう）は、1896年（明治29年）に台湾総督府が制定した記章。当時、日清戦争終結後に開始して間もない台湾統治にあたり、総督府による本島人の人心掌握政策の一環として行われた。

## 概要
「台湾紳章条規」（明治29年台湾総督府令第40号）により「学識」や「資望」を有する本島人を表彰するものとして制定され、翌年から授与が始まり、約500人が授与された。
制定当初の紳章は、直径1寸5分（約4.5センチメートル）の厚手の円形赤地羅紗の表面中央に金線で「紳章」の2字を、その周囲に銀線で交差した菊の図を刺繍するものであった。
しかし、紳章の授与基準は清朝統治時代の科挙の成績や資産の多寡であったため、近代化が進むにつれて「旧時代の遺物」と見なされて佩用を忌避する風潮が広まり、授与は1926年（大正15年）を最後に絶えた。